# Матешиц, Дитрих
Дитрих Матешиц (нем. Dietrich Mateschitz; 20 мая 1944, Санкт-Марайн, Брук-Мюрцушлаг — 22 октября 2022, Санкт-Вольфганг-им-Зальцкаммергут, Верхняя Австрия) — австрийский бизнесмен, создатель и владелец 49 % акций компании Red Bull GmbH, производителя энергетических напитков. Состояние в 2021 году оценивалось в 26,9 миллиарда долларов, что делало его самым богатым человеком Австрии.

## Биография
Родился 20 мая 1944 года.
Его детство прошло в крохотном местечке Штирии. Будучи студентом Венского университета экономики и бизнеса, учился не в полную силу — университетский диплом ему удалось получить только лишь через десять лет.
Во время стажировки в Unilever занимался продвижением различных моющих составов. Позже получил должность директора по маркетингу бренда зубной пасты Blendax. Длительное время торговал зубной пастой в разных регионах мира.
Узнав о бизнесмене из Таиланда, создавшем энергетический напиток, Матешиц в возрасте сорока лет оставил прежнюю работу и получил разрешение на реализацию энергетических напитков на территории Австрии.
Дитрих Матешиц владел 49 процентами акций Red Bull GmbH. Его состояние составляло 16,5 миллиардов долларов согласно списку Forbes «Миллиардеры мира 2020 года», что сделало его самым богатым австрийцем и заняло 57-е место в мире.
Умер 22 октября 2022 года в возрасте 78 лет после продолжительной и тяжёлой болезни.